# Parque Nacional do Iguaçu
Parque Nacional do Iguaçu é uma área protegida brasileira, do grupo das Unidades de Conservação. Está localizado na região Extremo Oeste Paranaense, a 17 km do centro da cidade de Foz do Iguaçu e a apenas 5 km do Aeroporto Internacional de Foz do Iguaçu. O Parque Nacional tem uma área total de 169 695,88 hectares, e nele se encontra um dos mais espetaculares conjuntos de cataratas da Terra, as Cataratas do Iguaçu. É administrado pelo  Instituto Chico Mendes de Conservação da Biodiversidade (ICMBio).
Também é um dos poucos locais de conservação da Mata Atlântica, que antes cobria mais de 1,3 milhão de km² e hoje está reduzida a apenas 7,3% desse total. Dentro do bioma da Mata Atlântica, o parque conserva um dos maiores trechos da vegetação original da ecorregião da Floresta Atlântica do Alto Paraná, hoje reduzida a menos 5 % de sua cobertura original, no Brasil. O que restou encontra-se, atualmente, em pequenas áreas isoladas, dentre elas as chamadas Unidades de Conservação. Até a década de 1950, a região oeste paranaense mantinha-se bem preservada ambientalmente, a partir daí, o processo mais intenso de devastação foi isolando o Parque Nacional do Iguaçu. Em 1980, este já estava praticamente isolado, em situação similar ocorrida à região da Serra do Mar, no litoral paranaense. (Fonte: Fundação SOS Mata Atlântica)
Quanto a biodiversidade de fauna, presentemente foram registradas 257 espécies de borboletas, porém estima-se que existam cerca de 800, mamíferos foram catalogados 45, anfíbios 12, serpentes 41, lagartos 8, peixes 18 e 200 espécies de aves (IBAMA). De acordo com o ICMBio, o Parque abrange 14 municípios paranaenses: Capanema, Capitão Leônidas Marques, Santa Lúcia, Lindoeste, Santa Tereza do Oeste, Diamante d'Oeste, Céu Azul, Matelândia, Ramilândia, Medianeira, Serranópolis do Iguaçu, São Miguel do Iguaçu, Santa Terezinha de Itaipu e Foz do Iguaçu.
Em 17 de Novembro de 1986, recebeu a distinção, concedida pela UNESCO, de Patrimônio Natural da Humanidade. O parque teve seu primeiro Plano de Manejo elaborado em 1981, tendo sido revisado somente no ano de 1999. O parque protege toda a bacia do rio Floriano, um dos afluentes do Rio Iguaçu, uma raridade na Região Sul do Brasil pela qualidade da água, cujas nascentes ficam próximas à rodovia BR-277, entre Céu Azul e Santa Terezinha de Itaipu. As Cataratas do Iguaçu, junto com a Floresta Amazônica, são uma das 28 finalistas da campanha mundial de escolha das sete maravilhas naturais do mundo, organizada pela Fundação New 7 Wonders e que deve durar até 2011 quando deve ser atingido o número de 1 bilhão de votos. Pela internet é possível votar através da página oficial da Fundação New 7 Wonders.

## História

Etimologia de iguaçu, termo provavelmente de origem guarani. É composto pela palavra 'y no grau aumentativo

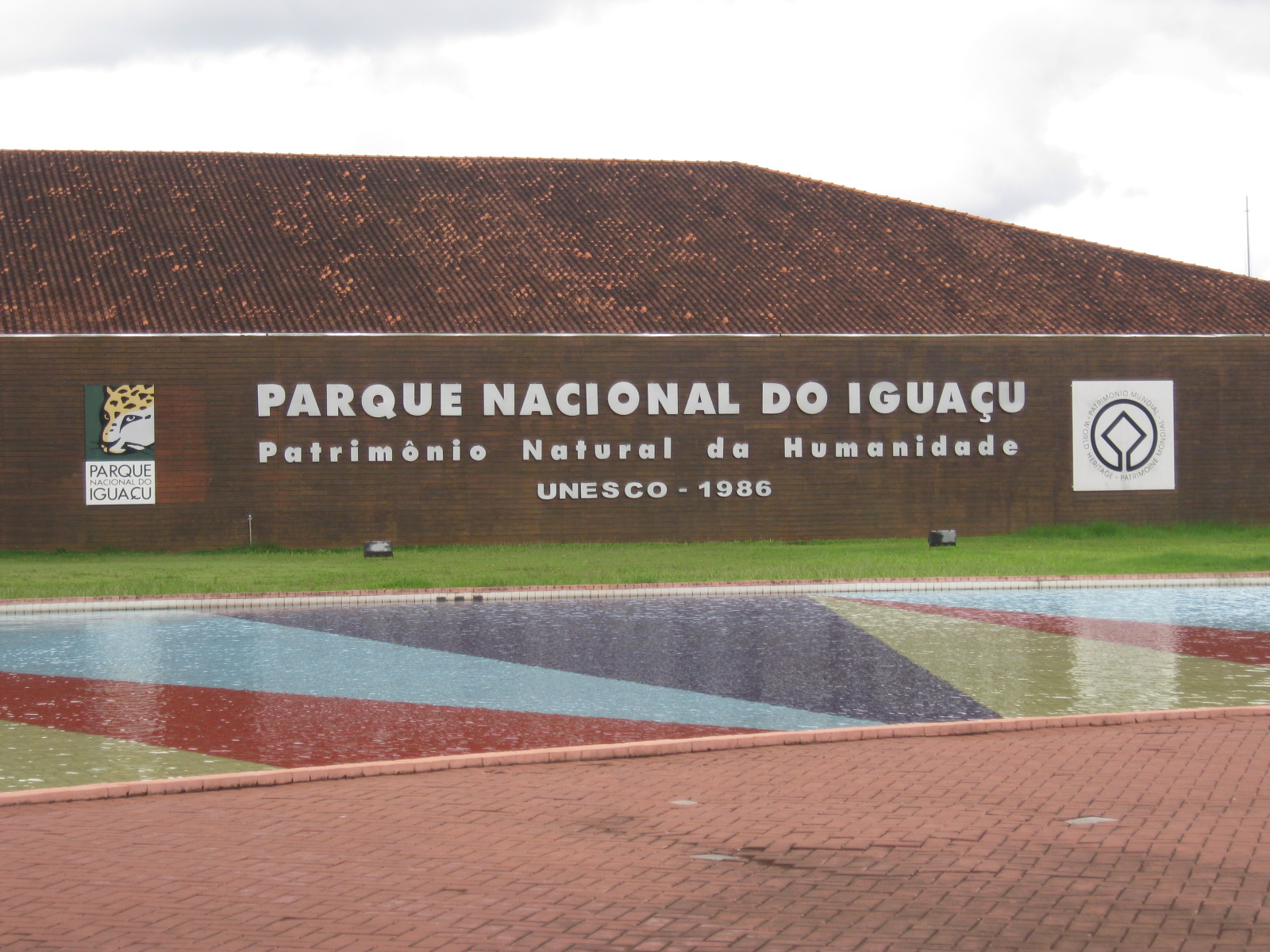
Entrada do Parque Nacional do Iguaçu

No ano de 1542, o espanhol Alvar Nuñez, nomeado Governador do Paraguai, seguia viagem rumo à cidade de Assunção, quando se deparou com a grandiosidade das Cataratas do Iguaçu. Ele foi o primeiro europeu a conhecer a região, onde na época viviam apenas os índios tupi-guaranis. Foi no ano de 1876, o engenheiro André Rebouças faz a primeira proposta ao Imperador D. Pedro II sobre a criação do Parque Nacional. Em 1916, Santos Dumont, ao conhecer as Cataratas do Rio Iguaçu, ficou tão impressionado com a sua beleza que pressionou com o seu prestígio o então governador do Paraná, Afonso Camargo, para que ali fosse criado um Parque Nacional. O local que era então propriedade particular, é declarado local de interesse público. Em 1930, foi ampliada a área desapropriada em 1916, para criar o Parque Nacional do Iguaçu.
O Parque Nacional do Iguaçu foi efetivamente criado em 10 de janeiro de 1939, através do Decreto-Lei nº 1 035 do então Presidente da República, Getúlio Vargas. Em 1º de dezembro de 1981, por meio do Decreto-Lei 86 676 assinado pelo Presidente João Figueiredo, a área do parque teve um acréscimo, sendo então fixado novos limites.

## Proteção binacional
A proteção do parque exige medidas de sensibilização e educação ambiental, fiscalização rigorosa das autoridades competentes e de legislação adequada. A caça predatória e clandestina, a extração ilegal de retirada do palmito-juçara (em lat. Euterpe edulis), a retirada de madeira e lenha, o uso de agro-tóxicos próximo a rios que adentram o Parque, o desmatamento da mata ciliar, afetam profundamente todo o equilíbrio do  ecossistema. Somado ao Parque Nacional Iguazú, na Argentina, este Patrimônio Natural da Humanidade compõe uma área total de cerca de 250 mil hectares de floresta subtropical e fauna protegida.. Desde 2002 o Parque Nacional do Iguaçu é um dos sítios geológicos brasileiros.